# Casinaria flavicoxator
Casinaria flavicoxator là một loài tò vò trong họ Ichneumonidae.